# Prosopocera girardi
Prosopocera girardi är en skalbaggsart som beskrevs av Stefan von Breuning 1978. Prosopocera girardi ingår i släktet Prosopocera och familjen långhorningar. Inga underarter finns listade i Catalogue of Life.